# Condado de Camas
O Condado de Camas é um dos 44 condados do Estado americano do Idaho. A sede do condado é Fairfield, que é também a única cidade. O condado tem uma área de 3736 km² (dos quais 96 km² estão cobertos por água), uma população de 991 habitantes, e uma densidade populacional de 2,1 hab/km² (segundo o censo nacional de 2000). O condado foi fundado em 1917 e o seu nome provém da planta Camassia, um género botânico pertencente à família Agavaceae.
Era em 2000 o condado do Idaho com menos habitantes.